# Prismatolaimus microstomus
Prismatolaimus microstomus is een rondwormensoort uit de familie van de Prismatolaimidae. De wetenschappelijke naam van de soort is voor het eerst geldig gepubliceerd in 1905 door Daday.